# Nowa Zelandia na Letnich Igrzyskach Olimpijskich 2000
Nową Zelandię na Letnich Igrzyskach Olimpijskich 2000 reprezentowało 151 zawodników, 77 mężczyzn i 70 kobiet.

## Zdobyte medale
| Medal | Zawodnik        | Dyscyplina  | Konkurencja                      |
| ----- | --------------- | ----------- | -------------------------------- |
| Złoto | Rob Waddell     | Wioślarstwo | Jedynki mężczyzn                 |
| Brąz  | Mark Todd       | Jeździectwo | Konkurs indywidualny (Eyespy II) |
| Brąz  | Aaron McIntosh  | Żeglarstwo  | Klasa Mistral mężczyzn           |
| Brąz  | Barbara Kendall | Żeglarstwo  | Klasa Mistral kobiet             |